# Triptyque des Barrages
El Triptyque des Barrages era una competició ciclista belga que es disputava anualment als voltants de Tarcienne, a Walcourt, a la província de Namur.
Creada el 2000, com a successora de la cursa amateur 'Flèche des barrages. Estava reservada a ciclistes de menys de 23 anys, i a partir del 2005 forma part de l'UCI Europa Tour en la categoria 2.2.

## Palmarès
| Any  | Vencedor           | Segon             | Tercer               |
| ---- | ------------------ | ----------------- | -------------------- |
| 2000 | Andrey Kashechkin  | Kristoffer Ingeby | Frederik Willems     |
| 2001 | Jurgen Van Goolen  | Kevin De Weert    | Tomas Vaitkus        |
| 2002 | Preben Van Hecke   | Philippe Gilbert  | Tom Stubbe           |
| 2003 | Alexandre Bazhenov | Boris Shpilevsky  | Dimitry Kozonchuk    |
| 2004 | Kai Reus           | Stefan Huizinga   | Michiel Elijzen      |
| 2005 | Lars Boom          | Tom Leezer        | Tiziano Dall'Antonia |
| 2006 | Jos Van Emden      | Tom Stamsnijder   | Huub Duijn           |
| 2007 | Gediminas Bagdonas | Klaas Lodewyck    | Francis De Greef     |